# Ibalizumab
L'Ibalizumab (o TNX-355) è un anticorpo monoclonale di tipo murino, che viene utilizzato come immunosoppressivo per il trattamento della infezione da HIV, in associazione ad altri farmaci anti-HIV.
Il farmaco agisce su proteine di superficie delle cellule CD4, infatti inibisce il legame tra il virus dell'HIV e le proteine di superficie (recettori CCR5 o CXCR4) delle cellule CD4, impedendo al virus di replicare sé stesso all'interno della cellula.
Ibalizumab è attualmente in fase di sviluppo da parte di TaiMed Biologics, una azienda di Taiwan che ha avuto fondi governativi. Inizialmente il brevetto era stato sviluppato da Tanox poi confluita in Genentech.

### Ibalizumab
- (EN) Jeffrey Anderson, Hans-Georg Kräusslich e Ralf Bartenschlager, Antiviral Strategies, Springer, 2009,  pp. 192–, ISBN 978-3-540-79085-3.
- (EN) Awc - All Women Concerned, Even Me, Xlibris Corporation, February 2010,  pp. 113–, ISBN 978-1-4500-2657-4.
- (EN) Stuart Anderson, Immigration, ABC-CLIO, 1º luglio 2010,  pp. 27–, ISBN 978-0-313-38028-0.
- (EN) Stefan H. E. Kaufmann e Bruce D. Walker, AIDS and Tuberculosis: A Deadly Liaison, Wiley-VCH, 2009,  pp. 93–, ISBN 978-3-527-32270-1.